# Большие Березники
Больши́е Бере́зники — село в Республике Мордовия. Административный центр Большеберезниковского района и Большеберезниковского сельского поселения.

## География
Расположено в месте слияния рек Пичелейка и Большая Кша в левобережье Суры в 50 км (по прямой) и 57 км (по автодороге) к востоку от Саранска.
В селе пересекаются автодороги Саранск — Бол. Березники — Дубёнки и Инза — Чамзинка, имеется также местная автодорога к селу Пермиси. Ближайшая ж.-д. станция находится в селе Чамзинка (на линии Саранск — Канаш).
Средняя температура января -11,4°С, июля +19,5

## История
Село основано в XVII веке как один из сторожевых постов для защиты от набегов ногайских орд. Территория на которой расположено село, была одной из земель, пожалованных в 1669 году боярину князю Ивану Ивановичу Ромодановскому царём Алексеем Михайловичем (Тишайшим).  
В 1780 году, при создании Симбирского наместничества, село Большие Березники, при речке Пшлей, помещиковых крестьян, из Саранского уезда вошёл в состав Котяковского уезда. В селе жило 1729 ревизских душ. С 1796 году и до революции — в Карсунском уезде Симбирской губернии. Население русское. 
В 1806 г. помещиком Мальшиным был построен каменный приходский храм. Престолов в нём три: главный во имя Живоначальные Троицы, в правом приделе — в честь Толгския иконы Божией Матери и в левом — во имя Святителя и Чудотворца Николая. В 1815 году тем же Мальшиным был построен кладбищенский деревянный храм. Близ приходского храма — каменная часовня, построенная на месте бывшего прежде храма. 
В XIX веке село было одним из центров мукомольной промышленности в регионе. Из села вниз по Суре до села Промзино и Нижнего Новгорода ежегодно отправляли хлеб, продукты сельского хозяйства. Объём торгового оборота пристани в 1880-х гг. составлял более 920 тыс. руб..
В 1863 г. в селе было 292 двора. В 1860-х гг. действовали конный завод, паровая мельница и винокуренный завод помещика Пуколова, мыловаренный завод помещика Симонова, красильни, кожевные мастерские, 2 церкви. В 1860 г. открыто мужское 2-классное училище; в 1875 г. — участковая земская больница на 15 коек; в 1893 г. — первая бесплатная народная библиотека; в 1899 г. — мастерская трудовой помощи, в которой изготавливали столярные и корзиночные изделия и обучали этому ремеслу. 
На 1900 год прихожан в селе в 660 дворах жило: 1820 м. и 1996 ж.;
В период революции 1905—1907 крестьяне устраивали митинги, поджигали помещичьи имения. Активную революционную деятельность вели представители партии социалистов-революционеров. В марте 1919 г. произошло восстание против советской власти, многие активисты были убиты.
В 1921 году в селе было 834 хозяйства (3 944 чел.).
В 1930 году образован колхоз «Заря» (председатель П. К. Волков; с 2000 г. — СХПК). В 1996 г. создан СХПК им. Кирова.
С 1935 года — административный центр Большеберезниковского района.

## Население
| 1921  | 1959  | 1970  | 1979  | 1989  | 2002  | 2010  |
| ----- | ----- | ----- | ----- | ----- | ----- | ----- |
| 3944  | ↗4317 | ↗5502 | ↗5886 | ↗6675 | ↘6398 | ↘6393 |
| 2021  |       |       |       |       |       |       |
| ↘6077 |       |       |       |       |       |       |

Население по данным на 2005 год в основном русское.

## Инфраструктура
Асфальтовый завод, ГП «Инструмент», «Агропромсервис», «Агропромхимия», мехлесхоз, комбинат бытового обслуживания, линейное управление автомобильных дорог, строительные организации, типография, основная, средняя и музыкальная школы, Дом культуры, центральная районная больница, психоневрологический интернат, детский санаторий, метеостанция (с 1887 г.), историко-краеведческий музей, Троицкая церковь.

## Люди, связанные с селом
Большие Березники — родина участника обороны Москвы И. Ф. Зубенкова, педагога Е. Ф. Дмитриевой, государственного деятеля А. М. Пыкова.

## Достопримечательности
Памятники воинам, погибшим в Великой Отечественной войне, В. И. Ленину, строителям Сурского рубежа.

## Археология
- В селе найден каменный топор балановской культуры II века до нашей эры (бронзовый век)[12].